# Colloquy
Colloquy è un'applicazione open source di messaggistica istantanea per macOS.
I protocolli supportati sono Internet Relay Chat, Secure Internet Live Conferencing e Internet Citizen's Band.
Usa un motore di chat proprio, che è anche incluso come parte del progetto ChatKit. Prima, però, usava Irssi come suo motore del protocollo IRC.
L'obiettivo dei suoi sviluppatori è quello di offrire agli utenti un servizio di chat efficiente, conformandosi perfettamente, allo stesso tempo, con l'interfaccia delle altre applicazioni native per Mac OS X.
A tal fine, Colloquy fornisce una interfaccia utente che si conforma alle Human Interface Guidelines di Apple, aggiungendosi ai tradizionali comandi IRC a riga di comando.
Colloquy supporta in modo esauriente lo scripting, e può essere automatizzato tramite AppleScript.

## Plugin e personalizzazione
Colloquy comprende diverse visualizzazioni dei messaggi, chiamate "stili", che usano le XSLT e il motore di rendering di Apple, WebKit.
Tali stili agiscono come temi, alterando completamente il modo con cui l'applicazione visualizza i messaggi delle chat.
Colloquy supporta una vasta gamma di plugin, i quali permettono di personalizzare l'applicazione e di integrarsi meglio con altri aspetti di Mac OS X.